# 학가항
학가항은 전라남도 해남군 송지면 학가리에 위치한 어항이다. 2005년 4월 27일 지방어항으로 지정되었다. 시설관리자는 해남군수이다.

## 어항 시설
- 물양장 30m, 선착장 112m

## 어항 구역
본 항의 어항구역은 다음과 같다.
- 기존 방파제 ㉮점 (X = 100,086.976, Y = 152,993.552)을 기준으로 반경 300m 원내의 공유수면

## 개발 계획
- 2009년 7월 27일 고시된 본 항의 개발계획(개략공사비 53억원)은 다음과 같다.[2]
  - 방파제: 북측 방파제(160m), 남측 방파제(80m)
  - 접안시설: 물양장(120m)
  - 호안: 접속호안(20m), 경사식(26m)
  - 기타: 배후부지조성(2,928m2)

## 주요 어종
- 김